# Thermo-elektrische beveiliging

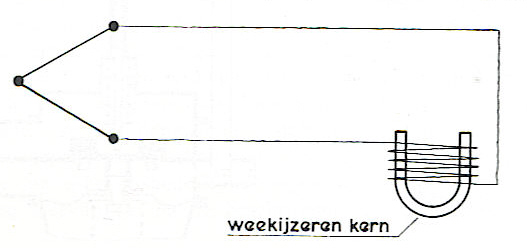
Thermo-elektrische beveiliging met thermoelement, leiding en elektroventiel

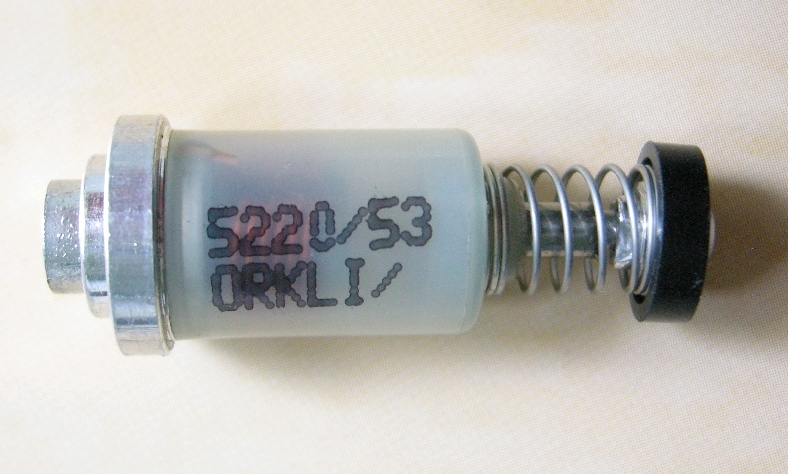
Veiligheidsklepje voor thermokoppel met coaxiale aansluiting

Een thermo-elektrische beveiliging is een vorm van beveiliging door terugkoppeling, met een thermokoppel als sensor. Als actuator wordt een elektroventiel of veiligheidsklep gebruikt.
Dit type beveiliging wordt veel toegepast in gasgestookte apparaten, zoals cv-ketels, gaskooktoestellen en gashaarden, en dient om te voorkomen dat gas blijft uitstromen zonder dat er verbranding plaatsvindt.

## Werking
Het thermokoppel wordt door de verbranding van het gas verhit. Hierdoor wordt in het thermokoppel een spanning van enkele tientallen millivolts opgewekt. Op het thermokoppel is een elektroventiel aangesloten met een zeer laagohmig spoeltje. De stroom die nu gaat lopen door het spoeltje wekt voldoende magnetisme in de weekijzeren kern ervan op om het anker aangetrokken te houden waardoor het gas door wordt gelaten.
Als de brander van het apparaat onbedoeld uit gaat, door uitwaaien van de vlam of door een korte onderbreking van de gastoevoer, zal het thermokoppel afkoelen. Na enige tijd (maximaal 30 seconden) wordt in het thermokoppel te weinig stroom opgewekt om het elektroventiel open te houden; de gastoevoer sluit.
Bij het ontsteken van de vlam van het apparaat moet de beveiliging aanvankelijk worden overbrugd. Hiertoe wordt het ventiel met een drukknop opengehouden, tot het thermokoppel door het brandende gas voldoende is verhit.
Voor extra veiligheid wordt de keten tussen thermokoppel en veiligheidsklep soms voorzien van een thermokoppelonderbreker, een relais dat de kring onderbreekt in geval van bijvoorbeeld het wegvallen van de voedingsspanning van de besturing van het apparaat. Voor dit doel bestaan speciale contactblokjes die de coaxiale aansluiting van het thermokoppel aan één zijde laten uitkomen op vlakstekers van bijvoorbeeld 6,3 mm.